# You (chanson de George Harrison)
Pour les articles homonymes, voir You.
 (juillet 2019).
Le contenu est difficilement compréhensible vu les erreurs de traduction, qui sont peut-être dues à l'utilisation d'un logiciel de traduction automatique.
Singles de George Harrison
Dark Horse
(1975) This Guitar (Can't Keep From Crying)
(1975)
Pistes de Extra Texture (Read All About It)
The Answer's At The End
You est une chanson du guitariste et chanteur britannique George Harrison, qui constitue le titre d'ouverture de son album de 1975, Extra Texture (Read All About It). C'était également le premier single de l'album, devenant l'un des 20 tubes les plus populaires d'Amérique et atteignant le numéro 9 au Canada. Une partie instrumentale de la chanson, d'une durée d'à peine 45 secondes, intitulée "A Bit More Of You", apparaît également sur l'album, ouvrant la face B du vinyle original. Harrison a écrit cette chanson en 1970 pour Ronnie Spector, anciennement des Ronettes et épouse du coproducteur de l'album All Things Must Pass de George, Phil Spector. La composition reflète l'admiration de Harrison pour le soul/R & B américain des années 1960, en particulier sur le label Motown.
En février 1971, Ronnie Spector enregistra "You" à Londres pour un album solo proposé sur le label Apple des Beatles, mais l'enregistrement resta inédit. Quatre ans plus tard, George Harrison revient sur cette chanson en réalisant son dernier album pour Apple Records à Los Angeles. Cet enregistrement apporte les contributions de Leon Russell, Jim Gordon et d'autres en 1971, ainsi que des instruments et des voix superposés en 1975, notamment une série de solos de saxophone de Jim Horn. À sa sortie, la chanson a été bien accueillie par la majorité des critiques musicaux, qui y voyaient un retour en forme pour Harrison après sa décevante tournée nord-américaine de 1974 et l’album accompagnant Dark Horse. Dave Marsh, du magazine Rolling Stone, l'a salué comme la meilleure œuvre de Harrison depuis sa chanson à succès "My Sweet Lord" (1970-1971); L'auteur Ian Inglis décrit "You" comme "une chanson pop presque parfaite".
Capitol Records a inclus "You" parmi les six succès solo de Harrison, aux côtés de ses compositions interprétées avec les Beatles, dans la compilation de 1976, The Best of George Harrison. Pour la première fois depuis la sortie du CD sur Extra Texture au début des années 1990, "You" a été remasterisé, avec son album parent, dans le cadre des rééditions Apple Years de Harrison en 2014.

## Contexte et composition
L'admiration de George Harrison pour les chansons soul/R & B américains remonte au début des années 1960, aux singles de Doris Troy, Marvin Gaye, Mary Wells et d'autres. Une influence similaire sur lui et ses collègues des Beatles était le son des groupes féminins de cette époque, comme en témoigne le choix du groupe de versions de couverture en 1962-1963. En 1969, alors qu'il produisait le premier album de Billy Preston sur Apple Records, Harrison travailla avec Doris Troy à Londres et la signa sur le label en tant qu'artiste interprète, auteur-compositeur et producteur. Une autre de ses chanteuses préférées était Ronnie Spector, anciennement connue sous le nom de Veronica Bennett, chanteuse du groupe de filles The Ronettes jusqu'en 1967 et récemment mariée au producteur américain Phil Spector. Après avoir coproduit le triple album All Things Must Pass de Harrison en 1970, à la suite de l'éclatement des Beatles, Spector se voit confier un rôle officieux à la tête d'A & R pour Apple Records et avait précédemment insisté pour que son épouse enregistre pour le label. Cette année-là, Harrison écrivit "You", inspiré par la musique soul, comme il l'appela plus tard "une sorte de chanson des Ronettes", spécialement pour Ronnie Spector.
Les paroles principales en font l'une des compositions les plus simples de Harrison. L'auteur Ian Inglis commente que les paroles de Harrison ici rappellent l'utilisation par les Beatles de pronoms personnels dans des chansons telles que "Love Me Do", "From Me to You" et "She Loves You" pour "inclure efficacement l'auditeur dans le récit de la chanson". Une déviation de ces lignes ne se produit qu'avec les ponts répétés:
Et quand je te tiens, quel sentiment
Semble si bon d'être vrai
Que je te dis tout ce que je dois rêver.
Le biographe musical de Harrison, Simon Leng, note l'importance de la musique soul dans la carrière solo de George Harrison dans les années 1970 et considère "You" comme une chanson démontrant de la manière la plus évidente l'influence de Motown sur son compositeur. Inglis suggère que l'ancien compositeur de Harrison et coéquipier des Beatles, Paul McCartney, a repris une partie de la mélodie de "You" pour son titre en 1976 avec Wings, "Silly Love Songs".

## Enregistrement
Piste de base 1971
Selon Leng, Harrison a enregistré des démos de "You" lors des longues sessions d'enregistrement de All Things Must Pass. Les sessions pour un album solo proposé par Ronnie Spector ont commencé aux studios Abbey Road de Londres le 2 février 1971, avec Harrison et Phil Spector à nouveau coproducteurs et Phil McDonald en tant qu’ingénieur du son.
Depuis la séparation des Ronettes au début de 1967, Ronnie Spector n’avait travaillé que sporadiquement, et elle a affirmé par la suite avoir été une prisonnière virtuelle dans le manoir de 23 pièces de son mari à Los Angeles. Elle est venue de Californie pour assister aux séances , mettant en vedette trois musiciens qui faisaient partie de la soi-disant « école aux yeux bleus » de la fin des années 1960, via leur association avec Delaney & Bonnie: Leon Russell au piano, Jim Gordon à la batterie et Carl Radle à la basse. Outre Harrison, qui jouait la guitare, un autre musicien était Gary Wright au piano électrique. Pendant deux jours, ces musiciens ont enregistré les pistes de base de « You » et cinq autres chansons écrites ou coécrites par Harrison, avec uniquement les voix du guide vocal de Ronnie Spector. Les sessions ont ensuite « échoué », selon les auteurs Chip Madinger et Mark Easter, en raison des « problèmes de santé de Phil », qui avait également interrompu l'enregistrement de All Things Must Pass en 1970.
Bien que « You » soit taillé sur mesure pour sa femme, Phil Spector a choisi de ne pas publier la chanson comme son single de retour ;  il avait également retenu des enregistrements des Ronettes et des Crystals, un autre groupe féminin signé à son label, Philles Records, dans les années 1960. Le plan de l'album solo étant brusquement abandonné, un autre titre original de Harrison issu des sessions, "Try Some, Buy Some", a été achevé et sélectionné pour publication sous forme d'un single de Ronnie Spector sur Apple. Un succès mineur en Amérique uniquement, la réception commerciale décevante de cette chanson a entraîné l'annulation d'un deuxième single, qui devait être "You".

## Reprise de la chanson par George Harrison en 1975
Quatre ans après les sessions d'Abbey Road, Harrison revisita "You" tout en complétant son dernier album pour Apple Records, Extra Texture (Read All About It), influencé toujours par la musique soul, aux studios A & M de Los Angeles. Sa réputation auprès des critiques de musique avait récemment chuté à la suite d'une tournée nord-américaine avec Ravi Shankar en novembre-décembre 1974 et de son album, Dark Horse. La voix de George, ravagée par une laryngite, avait entaché ces deux projets; de plus, un certain nombre de critiques avaient condamné Harrison pour avoir refusé de satisfaire la nostalgie du public à l'égard des Beatles et de ses déclarations spirituelles . Cherchant à se réhabiliter avec la critique et son public au début de 1975, George avait ce que l’auteur Robert Rodriguez décrit comme "au moins un as dans le trou commercial ... le Motownesque You ".
Harrison a enregistré sa propre voix sur la piste de base de 1971, comme il l'avait fait précédemment avec "Try Some, Buy Some" pour Living in the Material World en 1973. Le 31 mai 1975, Jim Keltner a effectué de nouveaux enregistrements de batterie sur "You", comprenant une deuxième partie de batterie; les solos de sax ténor de Jim Horn; et les claviers ambiants joués par David Foster. Harrison a déclaré que le saxophone de Horn joué sur la piste était "l'un des plus beaux sons rock-n-roll que j'ai entendus depuis des années". Les overdubs ont ajouté aux qualités radiophoniques de la chanson, en particulier grâce à l’utilisation du synthétiseur de cordes ARP, mais Madinger et Easter notent que la partie de batterie de Keltner, plus riche que celle de Gordon et jouée à la mi-temps, produit un effet par lequel le tempo de la chanson semble être plus lent que sur l'enregistrement de 1971. Après avoir effectué une quantité importante de travaux de post-production à Los Angeles, Phil Spector n'a pas reçu de crédit de coproducteur pour "You", contrairement à la version de Harrison de "Try Some, Buy Some".
En septembre 1975, Harrison déclara à Paul Gambaccini de BBC Radio 1 que c'était à l'origine "un si bon support", mais il en avait oublié l'existence jusqu'à ce qu'il revienne sur la bande des années plus tard. Dans une interview de 1987, Harrison reconnaissait la difficulté qu'il avait à chanter la chanson dans une tonalité si haute, "elle a été enregistrée dans le registre vocal de Ronnie", explique-t-il dans son autobiographie de 1980, "un peu élevée pour moi". ] Bien que le nom de Ronnie Spector n’apparaisse pas dans le générique de l’album, des extraits de son guide vocal de 1971 restent sur l’enregistrement de Harrison. La voix de Ronnie est entendue de façon intermittente à partir de la marque des deux minutes, accompagnée de sa signature "woh oh-oh oh-oh" lors de la reproduction de la chanson.

## Sortie
Une chanson pop optimiste dans le même sens que "What Is Life" de l'album All Things Must Pass de Harrison en 1971, "You" était le choix le plus évident pour un single de Extra Texture. Il est sorti avant l'album, soutenu par "World of Stone", le 12 septembre 1975 en Grande-Bretagne et trois jours plus tard aux États-Unis. En Grande-Bretagne, la pochette de la photo contenait une photo de George souriant prise par le photographe de la tournée de 1974, Henry Grossman. La pochette de l'image des États-Unis incorporait le dessin humoristique de Roy Kohara pour l'album, affichant des lettres bleues sur un fond orange vif. Dans un autre exemple de l'humeur optimiste qui manquait par ailleurs dans le contenu musical de Extra Texture, les étiquettes des visages du single indiquaient le logo bien connu d'Apple Records comme un noyau de pomme, un jeu de mots sur la disparition de la société Apple.
Au Royaume-Uni, où Harrison avait entrepris pour la première fois des activités promotionnelles pour Extra Texture, "You" était le Record de la semaine de Radio 1, ce qui lui garantissait une bonne diffusion. La chanson ne culmine pas plus haut que le précédent hit de Harrison, "Ding Dong, Ding Dong", au numéro 38, cependant. Comme pour les singles de l'album Dark Horse, "You" se comporte mieux en Amérique, où il a occupé la position de numéro 20 pendant deux semaines sur le Billboard Hot 100. Sur les cartes des États-Unis établies par Cash Box et Record World, le numéro unique a culminé aux numéros 19 et 39, respectivement.
La chanson servit à la fois de premier single pour Extra Texture et, sous la forme d'une partie instrumentale de 45 secondes intitulée "A Bit More of You", de la première chanson de la deuxième face du disque original. Le biographe de Harrison, Dale Allison, rejette cette reprise avec les mots "It's filler", tandis que Leng suggère que son but était de "façonner une âme" pour la chanson qui suit, la ballade pop-soul Can't Stop Thinking About You. La version complète de "You" figure sur la compilation de 1976, The Best of George Harrison, parmi l'une des six sélections de la carrière solo de Harrison jusqu'à la fin de 1975. Et elle a été remasterisée pour la dernière fois pour la période 1991-1992. Sortie sur CD de Extra Texture, la chanson a été remasterisée pour être incluse dans les rééditions Apple Years 1968-1975 de Harrison, publiées en septembre 2014.

## Réception critique
Critiques contemporaines
Après la soi-disant débâcle de "Dark Hoarse" en 1974 et sa voix étant maintenant guérie, les critiques de musique considéraient "You" comme un retour en forme pour Harrison. Le ton de la chanson laissait entendre que, selon les mots de Robert Rodriguez, "le mystique irritable à la voix de gravier de la tournée l'année précédente n'était qu'une illusion"
Dave Marsh de Rolling Stone a écrit à propos de la chanson: "You", le single qui a précédé l'album Extra Texture n'est pas seulement ce qu'il a fait de mieux depuis "My Sweet Lord", mais il a également promis du prestige et de la crédibilité. Il avait perdu avec l'album source de l'année dernière Dark Horse et une tournée époustouflante". Dans le New Musical Express, Neil Spencer était d'avis que "You" semble au moins proclamer un retour à l'énergie. Il a le genre de production semi-Spector. Tout le monde doit passer par All Things Must Pass. OK, les voix à double piste de Harrison sonnent de manière convaincante et cela mérite d’être le succès qu’il reçoit". Révisant pour Melody Maker, Ray Coleman a souligné la voix de Harrison et les contributions musicales de Horn et Russell, et il a déclaré: "C'est son meilleur single depuis My Sweet Lord. Coleman a ajouté que les paroles étaient "d'une simplicité trompeuse" puisque, comme dans la composition de Harrison "Something" de 1969, "ils disent beaucoup en en disant peu".

## Évaluation rétrospective et héritage
Dans sa critique de l'album Cloud Nine de George pour le magazine Creem, Bill Holdship a inclus la chanson parmi les "moments brillants dispersés" de la carrière de Harrison après All Things Must Pass, en disant: "'You" tiré de l'album Extra Texture ressemble à de la  pop comme Phil Spector l’a peut-être fait et reste un "killer" à ce jour. Et quand j’ai vu Harrison jouer en 1974, il a présenté une bien meilleure version que celle que je verrais plus tard faire avec Wings". Écrit dans l'hommage posthume de "Rolling Stone Press", Harrison, en 2002, Mikal Gilmore a également identifié "You" comme un temps fort du travail de l'artiste du milieu jusqu'à la fin des années 1970. Dans la même publication, Greg Kot a qualifié la chanson de "formidable single", ajoutant: "Son style rugissant de mur du son convient bien à Harrison, jusqu'à sa citation de clôture des Be My Baby des Ronettes." Dans un article de janvier 2002 sur les sorties en solo de Harrison, Dave Thompson a décrit la chanson comme étant "magnifique" pour le magazine Goldmine.
Lindsay Planer de "AllMusic" l'admire comme une "chanson d'amour propulsive et rockante ... soutenue par l'une des mélodies les plus libérées et les plus percutantes de Harrison"; Planer note également la "piste instrumentale sans arrêt puissante", pilotée par "l'assaut à percussion à double canon" de Jim Gordon et Jim Keltner. Richard Ginell, qui écrit également pour AllMusic, qualifie la chanson de single et de premier album "gagnant instantanément", et la classe parmi les meilleurs titres de la carrière solo de Harrison.
Parmi les critiques des rééditions Apple Years 2014 de Harrison, le critique du New Zealand Herald, Graham Reid, décrit "You" comme "un rocker remarquablement optimiste", tandis que Walter Tunis du "Lexington Herald-Leader" considère l'album Extra Texture comme un "délice", de l'ouverture, "de la pop musique bien orchestrée" jusqu'à la chanson de clôture, "His Name Is Legs".
Simon Leng le considère comme "un grand disque pop", ajoutant: "You" a le même esprit de montée que les classiques de Motown, Dancing in the Street et Heat Wave et, comme les paroles parlent de rencontres filles-garçons, , c'est le groove qui la porte". Ian Inglis identifie les points forts de la chanson comme étant sa simplicité lyrique, une "mélodie montante et galopante qui résume la joie de l'amour réciproque et de la libération du rock " n 'roll à son plus exubérant", et la qualité de la musicalité sur l'enregistrement, en particulier la contribution de Jim Horn. Inglis conclut: "Même le léger malaise que Harrison a à maintenir certaines des notes les plus hautes ne peut nuire à ce qui est, tout simplement, une chanson pop presque parfaite."
Deux ans après le décès d'un cancer, Harrison, en novembre 2001, l'auteure-compositrice américaine Lisa Mychols reprenait "You" pour la compilation He Was Fab un hommage affectueux à George Harrison - une lecture décrite par Lindsay Planer. comme "affectif" et un point culminant de l'album. Lors du concert célébrant George Harrison à New York le 26 février 2011 "Concert For George", en l'honneur de ce qui aurait été le 68e anniversaire de Harrison, le groupe new-yorkais The 253 Boys a interprété "You" dans un medley avec son titre "This Is Love" de Cloud Nine.

## Personnel
- George Harrison - chant, chœurs, guitares électrique et acoustique
- Ronnie Spector - chœurs
- Carl Radle - basse
- Leon Russell - piano
- Gary Wright - piano électrique
- David Foster - orgue, synthétiseur de cordes
- Jim Horn - saxophone
- Jim Gordon - batterie, tambourin
- Jim Keltner - batterie